# Сьвента (Великопольське воєводство)
Сьвента (пол. Święta) — село в Польщі, у гміні Злотув Злотовського повіту Великопольського воєводства.
Населення — 968 осіб (2011).
У 1975-1998 роках село належало до Пільського воєводства.

## Демографія
Демографічна структура станом на 31 березня 2011 року:
|          | Загалом | Допрацездатний вік | Працездатний вік | Постпрацездатний вік |
| -------- | ------- | ------------------ | ---------------- | -------------------- |
| Чоловіки | 501     | 122                | 355              | 24                   |
| Жінки    | 467     | 87                 | 316              | 64                   |
| Разом    | 968     | 209                | 671              | 88                   |